# پسرعموها (فیلم)
پسرعموها (انگلیسی: Les Cousins) فیلمی در ژانر درام به کارگردانی کلود شابرول است که در سال ۱۹۵۹ منتشر شد. از بازیگران آن می‌توان به ژان-کلود برایلی، فرانسواز واتل، ژنویو کلونی و استفان اودران اشاره کرد. این فیلم در ۱۹۵۹، برنده خرس طلایی از جشنواره فیلم برلین شده‌است.